# カワサキ・ZZR400
ZZR400（ゼットゼットアールよんひゃく）は、かつて川崎重工業（カワサキ）が製造販売していたオートバイである。
表記に関しては「ZZR」と「ZZ-R」が混在していたが、2003年の段階でカワサキから表記統一が公式に発表され、読み方は「ゼットゼットアール」とされた。

## 概要
1990年に発売された。本格派ツアラーとして日本国外向けに製造されていたZZR600と大半の部品が共通で、本来600 ccであったエンジンを日本国内向けにダウンボア・ダウンストロークした400 ccのエンジンを搭載し、足回りを変更した仕様になっている。このため、400 ccクラスでありながら大型バイク並の車格を持っている。車体に伴い重量も乾燥重量で193 kg（N型では195 kg、N型排ガス規制後は197 kg）となっているが、堅牢なフレームや、余力のあるサスペンション、制動力で、十分な運動性も確保していた。
雑誌などで大柄な車体をグイグイ引っ張る力強いエンジンなどと紹介されたこともあるが、本来の姿である600 cc版と比較するとアンダーパワーである感は否めない。ただし、加速性も含めて、同じ400 ccとの比較において、劣ると言うほどのものではない。先に述べたように600 ccクラスの車体によるデメリットも大きいが、剛性の高い安定したフレームは長距離ツーリングや高速走行時の安定性に寄与する。車格としてZZR400の比較対象となる大型自動二輪車は実際には有り余るほどの高出力を発揮する。
外装は空力特性に優れ、気流の乱れがライダーや車体を直接たたくことがないため、高速走行時の安定性をもたらすとともに、疲労の軽減や、寒さ対策に大きく寄与する。積載性能も装備が充実している。
馬力規制によるモデルチェンジで、当時のK型から1993年にN型へ変更された。2001年の排ガス規制によるモデルチェンジで馬力が若干低下したが顕著な差はなく、引き続きN型となった。
最終的には400ccクラスにおいて、唯一市販されていたフルフェアリング（カウル）装備の車両となっていたが、2006年モデル（追加カラーのみ）をもって現行モデルとしての新車販売は終了となった。位置づけは若干異なるものの、400 ccクラスのNinjaとして君臨していたGPZ400R系列の車種であったため、2010年にER-6fベースのNinja400Rが発売されるまでの間、400 ccクラスのNinjaは一時姿を消した。
スピードメーターは時速190 kmまで刻みがあり、最高速度は時速190 km（速度リミッター作動）に達する。最大エンジン回転数は14,000 rpm。

## モデル一覧

### ZX400-K1 (1990年)
1990年デビュー。型式は「ZX400K」。車体カラーは2種類をラインナップ。
- キャンディカーディナルレッド×ルミナスローズオペラ (HF)
- エボニー×パールコスミックグレー (T4)

### ZX400-K2 (1991年)
車体カラー一部変更、細部変更（車体名デカール色）。
- キャンディカーディナルレッド×ルミナスローズオペラ (HF)
- エボニー×メタリックソニックブルー (HD)

### ZX400-K3 (1992年)
車体カラー細部変更（車体名デカール色）。
- キャンディカーディナルレッド×ルミナスローズオペラ (HF)
- エボニー×メタリックソニックブルー (HD)

### ZX400-N1 (1993年)
1993年フルモデルチェンジ。型式は「ZX400N」となる。馬力規制に対応し、58 PSから53 PSへ。ツインラムエアシステムの導入。車載工具入れ、燃料計搭載。燃料計搭載により燃料警告灯廃止。燃料リザーブが追加。シートがメインキーで着脱可能になる。ヘッドランプが常時点灯となる。車体カラー一部変更、細部変更（車体名デカール位置）。
- キャンディカーディナルレッド×ルミナスローズオペラ (HF)
- エボニー×ジュピターグレーマイカ (VT)

### ZX400-N2 (1994年)
この年式あたりでクランクケースを改良。車体カラー一部変更。
- キャンディカーディナルレッド×ルミナスローズオペラ (HF)
- エボニー×パールティールグリーン (VS)

### ZX400-N3 (1995年)
電気系統変化。ジャンクションボックスとイグニションの位置が変化。車体カラー全面変更。
- キャンディワインレッド (H3)
- パールパープリッシュブラックマイカ (20)

### ZX400-N4 (1996年)
車体カラー一部変更。
- キャンディワインレッド (H3)
- ルミナスウインザーグリーン (DS)

### ZX400-N5 (1997年)
デジタルクロック搭載。デジタルクロック搭載による積算計が2個から1個に変更。車体カラー全面変更。
- キャンディアマランスレッドマイカ (2D)
- パールジェントリーグレー (T8)

### ZX400-N6 (1998年)
フロントフォークインナーチューブガードが装備される。伴ってフォークアウター変更。車体カラー全面変更。
- パールコスミックグレー×メタリックシャンパンゴールド (DP)
- エボニー×パールジェントリーグレー (FG)

### ZX400-N7 (1999年)
車体カラー全面変更。
- キャンディパーシモンレッド (A5)
- エボニー (H8)

### ZX400-N8 (2001年)
マイナーチェンジ。型式は「BC-ZX400N」となる。排ガス規制対応モデルに変更。排ガス規制により馬力低下。アクセル開度連動点火進角システムK-TRICの追加。クランク変更に伴い減速比が変更になる。ドリブン15丁×ドライブ52丁から17丁×46丁へ変更。メインフレームの色が黒になる。スイングアームの色は変更なし。車体カラー全面変更。
- ルミナスビンテージレッド (P5)
- ブラックパール (B5)

### ZX400-N9 (2003年)
車体カラー全面変更。
- キャンディサンダーブルー (235)
- ムーンライトシルバー (473)

### ZX400-N10 (2004年)
フロントブレーキキャリパー変更。車体カラー変更なし。
- キャンディサンダーブルー (235)
- ムーンライトシルバー (473)

### ZX400-N11 (2005年)
すでに黒色になっているメインフレームに続き、スイングアームが黒色に変更。車体カラー全面変更、部分変更（アンダーカウル別色）、細部変更（車体名デカール位置）。
- メタリックオーシャンブルー (726)
- ギャラクシーシルバータイプ2 (474)

### ZX400-N6F (2006年)
車体カラー一部変更。
- メタリックオーシャンブルー (726)
- パールメテオグレー (10H)

### ZX400-N6S (2007年)
2007年1月19日発売。シリーズ最終モデル。エアクリーナーボックスが熱で歪んで2次エアを吸い込むことの対策として初めて対策部品（異形ワッシャー）が導入された。この部品は以前の年式にもそのまま使用が可能である。車体カラー一部変更、部分変更（アンダーカウル同色）。
- メタリックオーシャンブルー (726)
- メタリックマジェスティックレッド (665)